# Agronegócio
Agronegócio (em inglês: agribusiness), abreviado como "agro", é um termo que se refere ao conjunto de operações e atividades econômicas relacionadas à produção, processamento e comercialização de produtos agrícolas e pecuários. Esse conceito engloba desde o cultivo e a criação de animais até o processamento industrial, transporte, distribuição e venda final desses produtos. O agronegócio inclui setores como agricultura, pecuária, agroindústria, distribuição de insumos (fertilizantes, sementes, maquinário), transporte e logística.

## Evolução do conceito Agronegócio
A origem do termo "agronegócio" remonta à década de 1950, nos Estados Unidos, quando os economistas John Davis e Ray Goldberg, da Universidade de Harvard, introduziram o conceito para descrever a integração dos diversos segmentos da cadeia produtiva agropecuária e seu impacto na economia global. O termo foi criado para demonstrar que o setor agrícola não opera de forma isolada, mas sim interligado a outros segmentos industriais e comerciais, formando uma cadeia produtiva que abrange desde o campo até o consumidor final. Com o tempo, o agronegócio ganhou relevância global, especialmente em países com economias baseadas na produção agrícola, como o Brasil, onde o setor é um dos principais motores da economia. .

## Ciclo do agronegócio

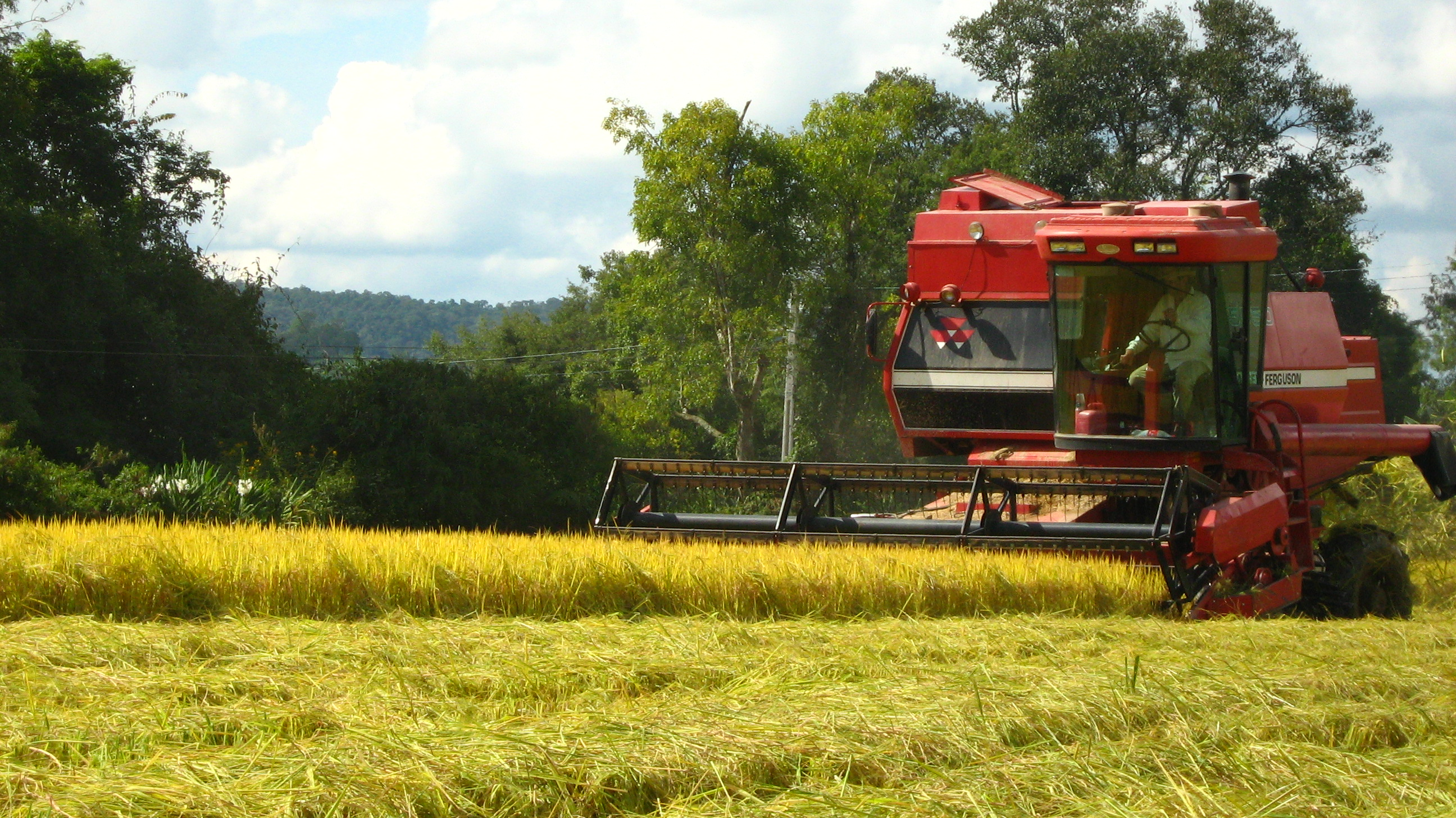
Cultivo mecanizado de arroz na Região Sul do Brasil

O agronegócio representa qualquer operação do ciclo da agricultura e da pecuária, o que engloba a produção, os serviços financeiros, de transporte, marketing, seguros, bolsas de mercadoria. O estudo do agronegócio é dividido em três partes. 
A primeira é representada pela indústria e comércio que fornecem insumos para a produção rural, como, por exemplo, os fabricantes de fertilizantes, defensivos químicos, equipamentos, bancos e financeiras. 
A segunda parte trata dos negócios agropecuários propriamente ditos, representados pelos produtores rurais, sejam eles pequenos, médios ou grandes, constituídos na forma de pessoas físicas - fazendeiros ou camponeses - ou de pessoas jurídicas. 
Na terceira parte encontram-se as atividades de compra, transporte, beneficiamento e venda dos produtos agropecuários até o consumidor final. Enquadram-se, nesta definição, os frigoríficos, as indústrias têxteis e calçadistas, empacotadores, supermercados e distribuidores de alimentos.

### Insumos
Insumo é a combinação de fatores de produção diretos (matérias-primas) e indiretos (mão de obra, energia, tributos) e que entram na elaboração de certa quantidade de bens ou serviços. No agronegócio, os principais insumos são sementes, adubo, defensivos, maquinário, combustível, ração, mão de obra especializada.

### Produção
A produção é o trabalho do agropecuarista por meio do cultivo do solo e/ou criação de animais, independentemente do tamanho da área ou método utilizado. É a transformação do produto agropecuário em subprodutos que podem ser bens de consumo ou insumos para outros processos, como o leite, queijos, carnes, embutidos, ração, fios, corantes.

### Industrialização
O processo de industrialização de produtos da agropecuária, conhecido como "agroindústria", que consiste na transformação de matérias-primas agropecuárias provenientes da agricultura, pecuária, aquicultura ou silvicultura, que são realizadas de forma sistemática em ambientes físicos equipados e preparados. Nesta fase, os produtos primários são transformados em subprodutos.

### Distribuição
Caracteriza-se pelo transporte, processamento e distribuição dos bens agropecuários, para o consumidor ou para intermediários no processo.

### Cliente final
É o consumidor dos produtos agropecuários, que os recebe in natura ou processados.

## Principais produtos

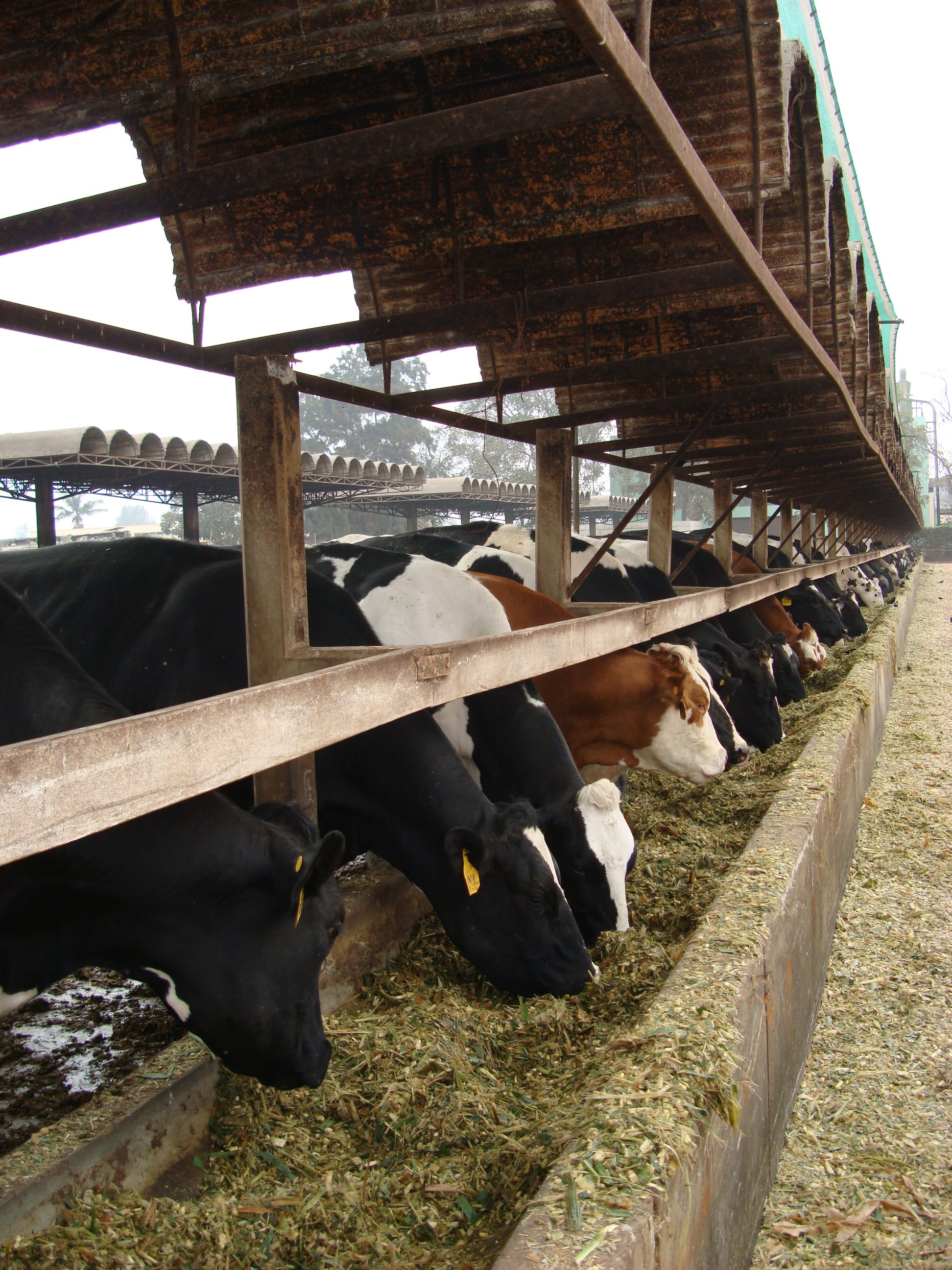
Criação de gado leiteiro

### Alimentos
Envolve toda a cadeia da produção alimentícia, como  frigoríficos, usinas de beneficiamento de leite, indústria de óleo, rações, empacotadores, distribuidores de grãos e beneficiadores.

### Biocombustíveis
É o setor do agronegócio que cuida do cultivo de plantas que serão transformadas em combustíveis orgânicos, os chamados biocombustíveis.

### Têxtil
Ramo industrial que transforma bens agropecuários em produtos têxteis, como vestuário, artigos de cama, mesa e banho, bens de decoração e insumos para as indústrias moveleira e calçadista.
São exemplos de matéria-prima produzidos pelo agronegócio o algodão, o linho e a lã.

### Madeira
Explora o solo pelo cultivo de árvores que serão transformadas em madeira, celulose ou produtos químicos para posterior utilização como matéria-prima de várias indústrias, a exemplo da moveleira, construção civil, papeleira, ou mesmo a obtenção de lenha para combustível.

## Questão ambiental
O aprimoramento do agronegócio barateou o custo dos alimentos e deu à população um maior poder de consumo e de escolha, mas também trouxe vários problemas, principalmente ligados às questões ambientais e sociais.
O desafio é a produção no campo sem impactos ao meio ambiente, causados notadamente pelo uso de agrotóxicos, pelo desmatamento e empobrecimento do solo, queimadas, contaminação de mananciais e do lençol freático, desequilíbrio ecológico e proliferação de pragas. 
Nas cidades, a preocupação se dá com o lixo gerado após o consumo, mais precisamente com o descarte de embalagens.

## Questão social
Nos países pobres, a modernização da agricultura deixou muitos produtores à margem do processo, principalmente famílias que viviam da agricultura de subsistência, ou agricultura familiar, em pequenas propriedades rurais.
Estes, privados de técnicas e métodos modernos, como irrigação, maquinários e insumos, perderam a competitividade, o que levou ao abandono do campo, num fenômeno conhecido como êxodo rural, aumentando, assim, nas grandes cidades, o acúmulo de pessoas vindas do campo.

## Contratos agrários
Os contratos agrários são instrumentos que regulam juridicamente relações entre proprietários de terra e interessados em explorar atividades agropecuárias, a exemplo de arrendatários. 
Essa forma de integração cria uma relação de prerrogativas bilaterais entre o produtor (integrado) e a empresa (integradora), objetivando alinhar a produção do objeto ao funcionamento do Sistema Agroindustrial (SAG).

### Responsabilidade ambiental contratual
Além de estabelecer direitos e deveres entre as partes do negócio jurídico, esses contratos também incorporam cláusulas relacionadas à responsabilidade ambiental. A responsabilidade ambiental abrange, dentre outras obrigações de proteção ambiental, o cuidado quanto à preservação de áreas destinadas a reserva legal, a proteção de nascentes de água e o manejo de substâncias tóxicas, sendo possível a aplicação de sanções caso haja descumprimento dessas obrigações. 
O cumprimento da legislação ambiental é estabelecida como um dever tanto do produtor como do integrador. Mesmo que o contrato agroindustrial assinado estabeleça responsabilidade apenas ao integrado, tal cláusula pode ser invalidada na Justiça, já que a jurisprudência atual consolida que todos os agentes envolvidos, de modo direto ou indireto, podem ser responsabilizados pelo dano ambiental, independentemente de culpa direta. Nesse entendimento, o processo civil responsabiliza não apenas quem causou o prejuízo da responsabilidade ambiental, mas também responsabiliza a parte que se omitiu, permitiu, financiou ou se beneficiou, de alguma forma, da atividade lesiva.
No contexto do Programa de Regularização Ambiental (PRA), os contratos agroindustriais imputam que o integrador (interessado em comprar as atividades agrárias) deve instruir toda a forma de produção dos integrados (produtores). Desse modo, uma vez que a regularização do terreno faz parte tanto da função social da propriedade quanto do contrato agrário, é coerente, segundo as jurisprudências atuais, atribuir a responsabilidade civil para ambas as partes envolvidas.

## Tipos de produtores
Os proprietários ou arrendatários de grandes extensões de terra são também conhecidos como latifundiários. Geralmente, os latifúndios são áreas onde ocorre a monocultura de produtos considerados commodities, principalmente a soja, o milho, o algodão e a pecuária leiteira e de corte.
É o tipo de produção que ocorre em países de grande extensão territorial, onde o lucro se dá pelo ganho em escala e a redução dos custos de produção.

## O agronegócio e osbiocombustíveis

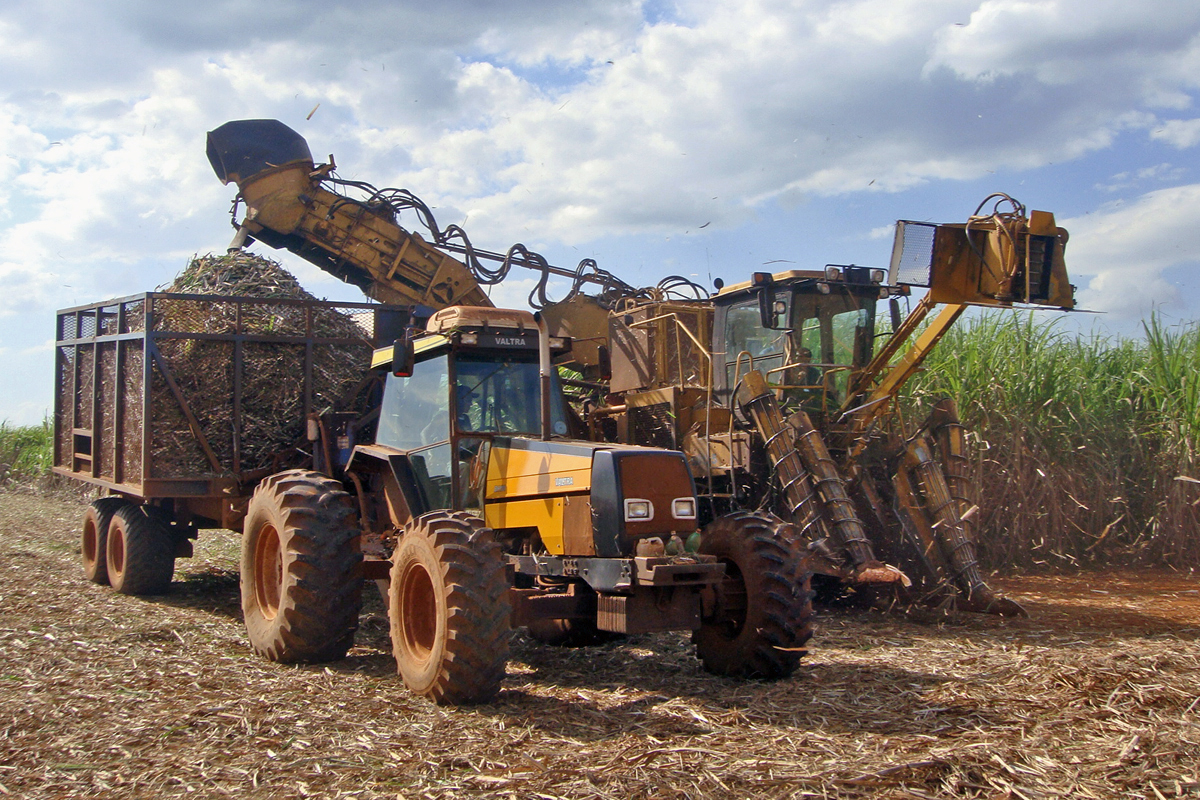
Colheitadeiras em um campo de cana-de-açúcar em Piracicaba, São Paulo.

O biocombustível é uma opção para substituição dos combustíveis fósseis, por ser renovável e menos poluente. Trata-se dos chamados combustíveis de biomassa, em especial o etanol e diversos tipos de óleos vegetais, com inúmeras fontes, como mamona, soja, milho, dendê, pequi, girassol.
O Brasil foi pioneiro no uso do biocombustível em escala, através do programa Pró-álcool, idealizado pelo Governo Federal na década de 1970, após a segunda fase da crise do petróleo.
Foi também o primeiro país a obrigar o seu uso, através da mistura do álcool na gasolina, bem como o primeiro a ter frota composta por automóveis flex, que rodam com os dois tipos de combustível, independente da quantidade de cada um.
O governo brasileiro a partir de 2004 passou a estimular a produção e uso do biodiesel com propostas de mistura no diesel convencional e ampliação do uso a longo prazo. 

## O mercado do agronegócio
O valor bruto da produção (VBP) agropecuária alcançou R$ 1,188 trilhão em 2021, dos quais R$ 821,2 bilhões na produção agrícola e R$ 367,6 no segmento pecuário.